# Bożków (osada leśna)
Bożków (niem. Fösterei Eckersdorf) – osada leśna w Polsce, położona w województwie dolnośląskim, w powiecie kłodzkim, w gminie Nowa Ruda.
W latach 1975–1998 miejscowość administracyjnie należała do województwa wałbrzyskiego.

## Położenie
Bożków osada położony jest w Sudetach Środkowych.